# نسرين جيهان
نسرين جهان (مواليد 1966)، هي كاتبة روائية من بنغلاديش. تُعتبر من أبرز كتاب وكاتبات الواقعية السحرية، إذ لــفــتــت أنظار الأدباء والنقاد منذ روايتها الأولى «أوروكو/ الطائر، أو المرأة التي طارت» 1993 فازت بأهــم الجوائز، وانطلاقا من هذه الرواية، لم تحـد الكاتبة عن قضية المرأة التي تـتمرد على مجتمعها العاجز عن تحريرها من العادات والتقاليد والأعراف، التي تــقــيدها، وتهــمش دورها في الحياة الاجتماعية والثقافية.. 

## من مؤلفاتها
- رواية: «أوروكو/ الطائر، أو المرأة التي طارت» (1993).
- رواية: «نيكونتيلا».
- رواية: «رحلة القمر الأولى».

## الجوائز
- جائزة فيليبس الأدبية (1994).
- جائزة علاول الأدبية (1995).
- جائزة الأكاديمية البنغالية الأدبية (1999).
- جائزة نادي كتاب خولنا (2002).
- وسام شرف الوطن (2007).
- بنغلاديش ماهيلا باريشاد - تكريم أدبي (2007).
- جائزة أناند براكاش للأدب (2010).
- جائزة خاليكاداد شودري الأدبية (2011).

## روابط خارجية
لا بيانات لهذه المقالة على ويكي بيانات تخص الفن